# Édouard Frère
Pierre Édouard Frère (Parijs, 10 januari 1819 - Écouen, 20 mei 1886) was een Franse kunstschilder, etser en lithograaf.

## Leven en werk
Frère werd in 1836, op 17-jarige leeftijd, leerling aan de École nationale supérieure des beaux-arts in zijn geboorteplaats, waar hij les kreeg van onder anderen Paul Delaroche. Hij debuteerde aan de Parijse salon in 1843.
Na een reis naar Egypte in 1860 maakte Frère werk waarin de oosterse invloed zichtbaar is. Het grootste deel van zijn werk toont beelden uit het dagelijks leven in de 19e eeuw, vooral (keuken)interieurs, waarbij kinderen vaak een voorname rol spelen. 
In 1855 werd hij benoemd tot Ridder in het Franse Legioen van Eer. Hij overleed elf jaren later, op 67-jarige leeftijd.